# Лате макијато
Лате макијато (итал. latte macchiato) је напитак од кафе. Име је италијанско за млеко са мрљама или означено млеко, а односи се на начин на који се пиће припрема сипањем еспреса у млеко на пари. У питању је варијација еспресо макијато.
Пиће је почетком из Италије. У почетку се припремао за децу, како би могла да пију напитак од кафе али без пуне доте кофеина.

## Повезани напици
Лате макијато се разликује од кафе лате на неколико начина. Прво, у лате макијато, еспресо се додаје у млеко, а не млеко у еспресо као у кафе лате. Друго, лате макијато садржи више пене, а не само топло млеко. Лате макијато често користи само пола дозе еспреса или мање. Коначно, лате макијато је често „пиће са слојевима”, уместо да се директно меша како се припрема кафе лате.
У кафе латеу акценат је на кафи, док је у лате макијату акценат на млеку.

## Припрема
Лате макијато се може припремити једноставним пенушањем млека, углавном стварањем издашне пене, сипањем у чашу и додавањем еспреса. Пењење је генерално екстензивно, стварајући значајну лагану, суву пену, са слојем течног млека испод, уместо влажне микропене која се користи у лате арту.
Алтернативно, може се припремити као напитак у слојевима, тако да се еспресо нежно сипа (најнежније из малог врча за еспресо, преко задње стране кашике) тако да формира слој између гушћег течног млека испод и светлије пене изнад. У овом случају стакло је неопходно да би слојеви пића били видљиви.
Еспресо се може припремити у стандардну шољу за еспресо или чашу, а затим брзо сипати, или се може скувати у специјализовани врч за еспресо, што олакшава сипање, посебно за слојеве.